# Haute-Épine
Haute-Épine é uma comuna francesa na região administrativa de Altos da França, no departamento de Oise. Estende-se por uma área de 6,73 km². Em 2010 a comuna tinha 283 habitantes (densidade: 42,1 hab./km²).